# 안세호
안세호(1981년 2월 17일 ~ )는 대한민국의 배우이다.

## 학력
- 대진대학교 연극영화학부

## 출연작

### 영화
- 《하얼빈》 (2024년) - 이강 역
- 《서울의 봄》 (2023년) - 장민기 역 (천만영화)
- 《범죄도시 3》 (2023년) - 토모카와 료 역(†) (인간말종 3. 본작의 서브 빌런, 천만영화)
- 《모가디슈》 (2021년) - 장리철 역
- 《정직한 후보》 (2020년) - 이정민 역
- 《골든 슬럼버》 (2018년) - 형사 1 역
- 《부라더》 (2017년) - 안씨 역
- 《군함도》 (2017년) - 스기야마 부하 역
- 《프리즌》 (2017년) - 따개비 역
- 《터널》 (2016년) - 시추 팀원 역
- 《대배우》 (2016년) - 갈매기팀 조연출 역
- 《글로리데이》 (2016년) - 유치장당직자 역
- 《널 기다리며》 (2016년) - PC방 주인 역
- 《좋은 친구들》 (2014년) - 오락실종업원 1 역
- 《친구 2》 (2013년) - 챔피언반점 명관이 역
- 《밤의 여왕》 (2013년) - 동창회 친구 2 역
- 《48미터》 (2013년) - 최석호 역
- 《오직 그대만》 (2011년) - 브로커남 역
- 《김종욱 찾기》 (2010년) - 동창 역
- 《수》 (2007년) - 자동응답기 (목소리) 역
- 《에브리바디 굿 모닝!》 (2005년)
- 《외출》 (2005년) - 약사 역
- 《필. 링》 (2005년) - 찌라시청년 역

### 드라마
- 《트리거》 (2025, 넷플릭스) - 김덕현 역
- 《굿보이》 (2025년, JTBC) - 백석춘 역
- 《광장》 (2025, 넷플릭스) - 김춘석 역
- 《악귀》 (2023년, SBS) - 향이와 목단의 아버지 역 (특별출연)
- 《언더커버》 (2021년, JTBC) - 김광철 역
- 《킬잇》 (2019년, OCN) - 현진의 선배 역
- 《이리와 안아줘》 (2018년, MBC) - ep.11~13          박성호 역 (윤현무 사주 받고 채도진과 동료 피습)
- 《플레이어》 (2018년, OCN) - 맹지원 역
- 《키스 먼저 할까요》 (2018년, SBS)
- 《구해줘》 (2017년, OCN)
- 《나의 판타스틱한 장례식》 (2015년, SBS) - 동수네 작업반 반장 역
- 《너를 사랑한 시간》 (2015년, SBS) - 족발회사 회장의 비서 역
- 《삼총사》 (2014년, tvN)